# Poldina
La poldina è un composto ammonico quaternario antimuscarinico ad azione atropino-simile. Studi in vitro hanno dimostrato la sua marcata attività antiacetilcolina, superiore a quella dei composti ammonici terziari, in strisce isolate di muscolatura liscia. Il farmaco, a causa della sua bassa biodisponibilità sistemica, esercita la sua azione principale a livello intestinale. Presenta modestissima attività antistaminica e nessuna azione anestetica locale.
La poldina viene scarsamente assorbita dal tratto gastrointestinale. Dopo somministrazione orale, il 70% viene escreto immodificato nelle feci e il 10% nella bile. In seguito a somministrazione intraperitoneale di una dose singola di poldina, si ha un recupero urinario dell'11% in 12 ore e biliare del 22-36% in 24 ore, senza presenza di farmaco nella secrezione acida gastrica. Se la poldina viene somministrata per endovena, il suo livello plasmatico decresce rapidamente nell'arco di qualche secondo, le concentrazioni epatica e renale aumentano in 3-5 minuti e si ha un recupero nelle feci del 90% in 48 ore. Il farmaco non si accumula a livello splenico o cerebrale. Il metabolismo dei composti ammonici quaternari derivati dagli alcaloidi della belladonna, di cui la poldina fa parte, non è ancora completamente noto; sembra, tuttavia, che non si formino metaboliti attivi.
La poldina trova ormai modesto impiego nell'ulcera peptica e nell'iperacidità gastrica accompagnate da dolore ricorrente e dispepsia. Viene inoltre utilizzata nella sindrome di Zollinger-Ellison, nel trattamento dell'acne e dell'iperidrosi.
La dose standard di poldina nel trattamento dell'ulcera e dell'iperacidità gastrica è di 4 mg 4 volte al giorno o più, a seconda dei casi. Il dolore è controllato anche di notte, poiché una singola dose è efficace per 8-9 ore. La dose terapeutica ottimale è di solito di 1 mg inferiore a quella che produce i primi effetti collaterali (xerostomia, visione offuscata, ecc.). Per il raggiungimento dei pieni effetti farmacologici possono essere necessari fino a 21 giorni di terapia con poldina metilsolfato.
Nell'enuresi notturna il dosaggio è di 4–6 mg per notte per gli adulti e di 2 mg per i bambini.
Nel trattamento della sindrome di Zollinger-Ellison sono stati impiegati 9 mg di poldina 4 volte al giorno, per un anno.
Come antiacne si utilizza una soluzione alcoolica del farmaco al 5% da applicare due volte al giorno.
Nel trattamento dell'iperidrosi si impiegano preparazioni del farmaco all'1%, al 4% o al 5% in talco o soluzioni alcooliche al 70% da applicare, sotto bendaggi occlusivi in polietilene, 4 volte al giorno per 2-3 giorni.
Benché alle dosi ottimali il farmaco sia ben tollerato, possono insorgere xerostomia, offuscamento della vista, ritenzione urinaria, stipsi e tachicardia.
Come per gli altri composti ad azione atropino-simile, il farmaco è controindicato nel caso di glaucoma, ritenzione urinaria e tachicardia.
Gli effetti tossici che caratterizzano l'iperdosaggio includono: tachicardia, tachipnea, iperpiressia, confusione, eccitazione, allucinazioni e delirio. Occorre procedere ad aspirazione e lavanda gastrica e, se necessario, alla somministrazione di un barbiturico o di una benzodiazepina, a breve durata d'azione, per controllare l'eccitazione e il delirio.

## Letteratura
M. Wissmer, Praxis 49 (33), 813, 1960; A.H. Douthwaite, T.H. Hills, Br. Med. J. 1, 1575, 1961; R. Seidelin, ibid. 1, 1079, 1961; F.A. Bieberdorf et al., Gastroenterology 68, 50, 1975; P.F. Langley et al., J. Pharm. Pharmacol. 15 (2), 100, 1963; D.G. Colin-Jones et al., Lancet 1, 492, 1969; M. Cartlidge et al., Br. J. Dermatol. 86, 61, 1972; W.J. Cunliffe et al., ibid. 86, 374, 1972.